# Funcție hiperbolică

Sinus, cosinus și tangentă hiperbolică

În matematică, funcțiile hiperbolice sunt analoagele funcțiilor trigonometrice, dar definite folosind hiperbola în locul cercului. La fel cum punctele (cos t, sin t) formează un cerc [cu raza de o] unitate, punctele  (ch t, sh t) formează jumătatea dreaptă a unei hiperbole unitate. De asemenea, la fel cum derivatele lui sin t și cos t sunt cos t și –sin t, derivatele lui sh t și ch t sunt cosh t și +sinh t.
Funcțiile hiperbolice apar în calculele unghiurilor și distanțelor din geometrie hiperbolică. Ele apar, de asemenea, în soluțiile multor ecuații diferențiale liniare (cum ar fi ecuația care definește un lănțișor), ecuații cubice și ecuația lui Laplace în coordonate carteziene. Ecuația lui Laplace este importantă în multe domenii ale fizicii, inclusiv teoria electromagnetică, transferul de căldură, dinamica fluidelor și relativitatea restrânsă.
Notațiile acestor funcții au variat, în literatura matematică în limba română s-au folosit mult notații diferite de cele folosite în limba engleză însă în prezent există o tendință de aliniere. De asemenea, în literatura matematică în limba română funcțiile secantă hiperbolică, cosecantă hiperbolică și în bună măsură cotangentă hiperbolică nu se folosesc, fiind exprimate comod prin funcțiile cosinus hiperbolic, sinus hiperbolic și tangentă hiperbolică.
Funcțiile hiperbolice de bază și inversele lor sunt:
| Funcția                | Notația în limba română actuală anterioară | Notația în limba engleză variante | Funcția inversă                                           | Notația în limba română       | Notația în limba engleză |
| ---------------------- | ------------------------------------------ | --------------------------------- | --------------------------------------------------------- | ----------------------------- | ------------------------ |
| sinus hiperbolic       | sinh sh                                    | sinh                              | arcsinus hiperbolic argument sinus hiperbolic             | arcsinh, arcsh argsinh, argsh | arcsinh arsinh asinh     |
| cosinus hiperbolic     | cosh ch                                    | cosh                              | arccosinus hiperbolic argument sinus hiperbolic           | arccosh, arcch argcosh, argch | arccosh arcosh acosh     |
| tangentă hiperbolică   | tanh th                                    | tanh                              | arctangentă hiperbolică argument tangentă hiperbolică     | arctanh argth                 | arctanh artanh atanh     |
| cotangentă hiperbolică | coth cth                                   | coth                              | arccotangentă hiperbolică argument cotangentă hiperbolică | arccoth argcth                | arccoth arcoth acoth     |
| secantă hiperbolică    | –                                          | sech                              | arcsecantă hiperbolică                                    | –                             | arcsech arsech asech     |
| cosecantă hiperbolică  | –                                          | cosech csch                       | arccosecantă hiperbolică                                  | –                             | arccsch arcsch acsch     |

O „rază” în hiperbola unitate x^{2} − y^{2} = 1 în punctul (cosh a, sinh a), unde a este dublul ariei dintre rază, hiperbolă și axa x. În punctele de pe hiperbolă sub axa x aria este considerată negativă (v. o animație de comparație cu funcțiile trigonometrice)

Argumentul unei funcții hiperbolice este un număr real, numit unghi hiperbolic. Mărimea unui unghi hiperbolic este de două ori aria sectorului său hiperbolic. Funcțiile hiperbolice pot fi definite în termenii unui triunghi hiperbolic drept care acoperă acest sector.
În analiza complexă, funcțiile hiperbolice apar ca părți imaginare ale sinusului și ale cosinusului. Sinusul hiperbolic și cosinusul hiperbolic sunt funcții întregi. Ca rezultat, celelalte funcții hiperbolice sunt meromorfe în întregul plan complex.
Teorema Lindemann–Weierstrass afirmă că funcțiile hiperbolice au o valoare transcendentală pentru orice valoare algebrică nenulă a argumentului.
Funcțiile hiperbolice au fost introduse în anii 1760 independent de Vincenzo Riccati și Johann Heinrich Lambert. Riccati a folosit Sc. și Cc.  (din italiană sinus/cosinus circulare) pentru a se referi la funcțiile trigonometrice și Sh. și Ch. (din italiană sinus/cosinus hyperbolico) pentru a se referi la funcțiile hiperbolice. Lambert a adoptat numele, dar a modificat abrevierile cu cele utilizate astăzi. Abrevierile sh, ch, th, cth  sunt și ele utilizate în prezent, în funcție de preferințele personale.

## Definiții

sinh, cosh și tanh

csch, sech și coth

Există diferite moduri echivalente de a defini funcțiile hiperbolice.

### Definirea cu funcția exponențială
Folosind funcția exponențială:
- Sinusul hiperbolic:
{\displaystyle \sinh x={\frac {e^{x}-e^{-x}}{2}}={\frac {e^{2x}-1}{2e^{x}}}={\frac {1-e^{-2x}}{2e^{-x}}}.}
- Cosinusul hiperbolic:
{\displaystyle \cosh x={\frac {e^{x}+e^{-x}}{2}}={\frac {e^{2x}+1}{2e^{x}}}={\frac {1+e^{-2x}}{2e^{-x}}}.}
- Tangenta hiperbolică:
{\displaystyle \tanh x={\frac {\sinh x}{\cosh x}}={\frac {e^{x}-e^{-x}}{e^{x}+e^{-x}}}={\frac {e^{2x}-1}{e^{2x}+1}}}

sinh x este jumătate din diferența dintre e^{x} și e^{−x}

cosh x este media aritmetică a e^{x} și e^{−x}

- Cotangenta hiperbolică, pentru x ≠ 0:
{\displaystyle \coth x={\frac {\cosh x}{\sinh x}}={\frac {e^{x}+e^{-x}}{e^{x}-e^{-x}}}={\frac {e^{2x}+1}{e^{2x}-1}}}
- Secanta hiperbolică:
{\displaystyle \operatorname {sech} x={\frac {1}{\cosh x}}={\frac {2}{e^{x}+e^{-x}}}={\frac {2e^{x}}{e^{2x}+1}}}
- Cosecanta hiperbolică, pentru x ≠ 0:
{\displaystyle \operatorname {csch} x={\frac {1}{\sinh x}}={\frac {2}{e^{x}-e^{-x}}}={\frac {2e^{x}}{e^{2x}-1}}}

### Definirea prin ecuații diferențiale
Funcțiile hiperbolice pot fi definite ca soluții ale ecuațiilor diferențiale: sinusul și cosinusul hiperbolic sunt soluția unică (s,c) a sistemului:
{\displaystyle {\begin{aligned}c'(x)&=s(x)\\s'(x)&=c(x)\end{aligned}}}
astfel încât 
s(0) = 0 și c(0) = 1.
(Condițiile inițiale {\displaystyle s(0)=0} și {\displaystyle c(0)=1} sunt necesare deoarece orice pereche de funcții de forma {\displaystyle (ae^{x}+be^{-x},ae^{x}-be^{-x})} este o soluție a celor două ecuații diferențiale.)
De asemenea, sinh x și cosh x sunt unica soluție a ecuației f ″(x) = f (x),
astfel încât f (0) = 1, f ′(0) = 0 pentru cosinusul hiperbolic și f (0) = 0, f ′(0) = 1 pentru sinusul hiperbolic.

### Definirea prin relații trigonometrice în planul complex
Funcțiile hiperbolice pot fi deduse din funcțiile trigonometrice de argument complex:
- Sinusul hiperbolic:[4]
{\displaystyle \sinh x=-i\sin(ix)}
- Cosinusul hiperbolic:[4]
{\displaystyle \cosh x=\cos(ix)}
- Tangenta hiperbolică:
{\displaystyle \tanh x=-i\tan(ix)}
- Cotangenta hiperbolică:
{\displaystyle \coth x=i\cot(ix)}
- Secanta hiperbolică:
{\displaystyle \operatorname {sech} x=\sec(ix)}
- Cosecanta hiperbolică:
{\displaystyle \operatorname {csch} x=i\csc(ix)}

unde i este unitatea imaginară cu i2 = −1.
Definițiile de mai sus sunt legate de definițiile exponențiale prin formula lui Euler.

## Proprietăți caracteristice

### Cosinusul hiperbolic
Se poate arăta că aria de sub curba cosinusului hiperbolic (pe un interval finit) este întotdeauna egală cu lungimea arcului corespunzătoare acelui interval:
{\displaystyle {\text{area}}=\int _{a}^{b}\cosh x\,dx=\int _{a}^{b}{\sqrt {1+\left({\frac {d}{dx}}\cosh x\right)^{2}}}\,dx={\text{arc length.}}}

### Tangenta hiperbolică
Tangenta hiperbolică este unica soluție a ecuației diferențiale 
f ′ = 1 − f 2, cu f (0) = 0.

## Relații uzuale
Funcțiile hiperbolice satisfac multe identități, toate similare ca formă cu identitățile trigonometrice. De fapt, regula lui Osborn afirmă că se poate converti orice identitate trigonometrică în {\displaystyle \theta }, {\displaystyle 2\theta }, {\displaystyle 3\theta } sau {\displaystyle \theta } și {\displaystyle \varphi } într-o identitate hiperbolică prin dezvoltarea ei completă după puterile sinusurilor și cosinusurilor, schimbarea sinusurilor și cosinusurilor în cosinusuri, respectiv sinusuri hiperbolice și schimbarea semnului fiecărui termen care conține un produs din două sinusuri hiperbolice.
Funcții pare și impare:
{\displaystyle {\begin{aligned}\sinh(-x)&=-\sinh x\\\cosh(-x)&=\cosh x\end{aligned}}}
de unde:
{\displaystyle {\begin{aligned}\tanh(-x)&=-\tanh x\\\coth(-x)&=-\coth x\\\operatorname {sech} (-x)&=\operatorname {sech} x\\\operatorname {csch} (-x)&=-\operatorname {csch} x\end{aligned}}}
prin urmare cosh x și sech x sunt funcții pare; celelalte fiind impare.
{\displaystyle {\begin{aligned}\operatorname {arsech} x&=\operatorname {arcosh} \left({\frac {1}{x}}\right)\\\operatorname {arcsch} x&=\operatorname {arsinh} \left({\frac {1}{x}}\right)\\\operatorname {arcoth} x&=\operatorname {artanh} \left({\frac {1}{x}}\right)\end{aligned}}}
Sinusul și cosinusul hiperbolic satisfac relațiile: 
{\displaystyle {\begin{aligned}\cosh x+\sinh x&=e^{x}\\\cosh x-\sinh x&=e^{-x}\\\cosh ^{2}x-\sinh ^{2}x&=1\end{aligned}}}
ultima fiind similară cu identitatea trigonometrică pitagoreică.
Între alte funcții există și relațiile:
{\displaystyle {\begin{aligned}\operatorname {sech} ^{2}x&=1-\tanh ^{2}x\\\operatorname {csch} ^{2}x&=\coth ^{2}x-1\end{aligned}}}

### Formule pentru sume
{\displaystyle {\begin{aligned}\sinh(x+y)&=\sinh x\cosh y+\cosh x\sinh y\\\cosh(x+y)&=\cosh x\cosh y+\sinh x\sinh y\\[6px]\tanh(x+y)&={\frac {\tanh x+\tanh y}{1+\tanh x\tanh y}}\\\end{aligned}}}
în particular
{\displaystyle {\begin{aligned}\cosh(2x)&=\sinh ^{2}{x}+\cosh ^{2}{x}=2\sinh ^{2}x+1=2\cosh ^{2}x-1\\\sinh(2x)&=2\sinh x\cosh x\\\tanh(2x)&={\frac {2\tanh x}{1+\tanh ^{2}x}}\\\end{aligned}}}
Și:
{\displaystyle {\begin{aligned}\sinh x+\sinh y&=2\sinh \left({\frac {x+y}{2}}\right)\cosh \left({\frac {x-y}{2}}\right)\\\cosh x+\cosh y&=2\cosh \left({\frac {x+y}{2}}\right)\cosh \left({\frac {x-y}{2}}\right)\\\end{aligned}}}

### Formule pentru diferențe
{\displaystyle {\begin{aligned}\sinh(x-y)&=\sinh x\cosh y-\cosh x\sinh y\\\cosh(x-y)&=\cosh x\cosh y-\sinh x\sinh y\\\tanh(x-y)&={\frac {\tanh x-\tanh y}{1-\tanh x\tanh y}}\\\end{aligned}}}
Și:
{\displaystyle {\begin{aligned}\sinh x-\sinh y&=2\cosh \left({\frac {x+y}{2}}\right)\sinh \left({\frac {x-y}{2}}\right)\\\cosh x-\cosh y&=2\sinh \left({\frac {x+y}{2}}\right)\sinh \left({\frac {x-y}{2}}\right)\\\end{aligned}}}

### Formule pentru jumătatea argumentului
{\displaystyle {\begin{aligned}\sinh \left({\frac {x}{2}}\right)&={\frac {\sinh x}{\sqrt {2(\cosh x+1)}}}&&=\operatorname {sgn} x\,{\sqrt {\frac {\cosh x-1}{2}}}\\[6px]\cosh \left({\frac {x}{2}}\right)&={\sqrt {\frac {\cosh x+1}{2}}}\\[6px]\tanh \left({\frac {x}{2}}\right)&={\frac {\sinh x}{\cosh x+1}}&&=\operatorname {sgn} x\,{\sqrt {\frac {\cosh x-1}{\cosh x+1}}}={\frac {e^{x}-1}{e^{x}+1}}\end{aligned}}}
unde sgn este semnul funcției.
Dacă x ≠ 0, atunci
{\displaystyle \tanh \left({\frac {x}{2}}\right)={\frac {\cosh x-1}{\sinh x}}=\coth x-\operatorname {csch} x}

### Formule pentru pătratul funcțiilor
{\displaystyle {\begin{aligned}\sinh ^{2}x&={\frac {1}{2}}(\cosh 2x-1)\\\cosh ^{2}x&={\frac {1}{2}}(\cosh 2x+1)\end{aligned}}}

### Inegalități
Următoarea inegalitate este utilă în statistici:
{\displaystyle \operatorname {cosh} (t)\leq e^{t^{2}/2}}
Ea poate fi demonstrată comparând termen cu termen seriile Taylor ale celor două funcții.

## Funcțiile inverse ca logaritmi
{\displaystyle {\begin{aligned}\operatorname {arsinh} (x)&=\ln \left(x+{\sqrt {x^{2}+1}}\right)\\\operatorname {arcosh} (x)&=\ln \left(x+{\sqrt {x^{2}-1}}\right)&&x\geqslant 1\\\operatorname {artanh} (x)&={\frac {1}{2}}\ln \left({\frac {1+x}{1-x}}\right)&&|x|<1\\\operatorname {arcoth} (x)&={\frac {1}{2}}\ln \left({\frac {x+1}{x-1}}\right)&&|x|>1\\\operatorname {arsech} (x)&=\ln \left({\frac {1}{x}}+{\sqrt {{\frac {1}{x^{2}}}-1}}\right)=\ln \left({\frac {1+{\sqrt {1-x^{2}}}}{x}}\right)&&0<x\leqslant 1\\\operatorname {arcsch} (x)&=\ln \left({\frac {1}{x}}+{\sqrt {{\frac {1}{x^{2}}}+1}}\right)&&x\neq 0\end{aligned}}}

## Derivate
{\displaystyle {\begin{aligned}{\frac {d}{dx}}\sinh x&=\cosh x\\{\frac {d}{dx}}\cosh x&=\sinh x\\{\frac {d}{dx}}\tanh x&=1-\tanh ^{2}x=\operatorname {sech} ^{2}x={\frac {1}{\cosh ^{2}x}}\\{\frac {d}{dx}}\coth x&=1-\coth ^{2}x=-\operatorname {csch} ^{2}x=-{\frac {1}{\sinh ^{2}x}}&&x\neq 0\\{\frac {d}{dx}}\operatorname {sech} x&=-\tanh x\operatorname {sech} x\\{\frac {d}{dx}}\operatorname {csch} x&=-\coth x\operatorname {csch} x&&x\neq 0\\{\frac {d}{dx}}\operatorname {arsinh} x&={\frac {1}{\sqrt {x^{2}+1}}}\\{\frac {d}{dx}}\operatorname {arcosh} x&={\frac {1}{\sqrt {x^{2}-1}}}&&1<x\\{\frac {d}{dx}}\operatorname {artanh} x&={\frac {1}{1-x^{2}}}&&|x|<1\\{\frac {d}{dx}}\operatorname {arcoth} x&={\frac {1}{1-x^{2}}}&&1<|x|\\{\frac {d}{dx}}\operatorname {arsech} x&=-{\frac {1}{x{\sqrt {1-x^{2}}}}}&&0<x<1\\{\frac {d}{dx}}\operatorname {arcsch} x&=-{\frac {1}{|x|{\sqrt {1+x^{2}}}}}&&x\neq 0\end{aligned}}}

## Derivata a doua
Fiecare dintre funcțiile sinh și cosh este egală cu derivata a doua a lor, adică:
{\displaystyle {\frac {d^{2}}{dx^{2}}}\sinh x=\sinh x\,}
{\displaystyle {\frac {d^{2}}{dx^{2}}}\cosh x=\cosh x\,.}
Toate funcțiile cu această proprietate sunt combinații liniare de  sinh și cosh, în particular de funcțiile exponențiale {\displaystyle e^{x}} și {\displaystyle e^{-x}}.

## Integrale
{\displaystyle {\begin{aligned}\int \sinh(ax)\,dx&=a^{-1}\cosh(ax)+C\\\int \cosh(ax)\,dx&=a^{-1}\sinh(ax)+C\\\int \tanh(ax)\,dx&=a^{-1}\ln(\cosh(ax))+C\\\int \coth(ax)\,dx&=a^{-1}\ln(\sinh(ax))+C\\\int \operatorname {sech} (ax)\,dx&=a^{-1}\arctan(\sinh(ax))+C\\\int \operatorname {csch} (ax)\,dx&=a^{-1}\ln \left(\tanh \left({\frac {ax}{2}}\right)\right)+C=a^{-1}\ln \left|\coth(ax)-\operatorname {csch} (ax)\right|+C\end{aligned}}}
Următoarele integrale pot fi demonstate cu ajutorul substituției hiperbolice:
{\displaystyle {\begin{aligned}\int {{\frac {1}{\sqrt {a^{2}+u^{2}}}}\,du}&=\operatorname {arsinh} \left({\frac {u}{a}}\right)+C\\\int {{\frac {1}{\sqrt {u^{2}-a^{2}}}}\,du}&=\operatorname {arcosh} \left({\frac {u}{a}}\right)+C\\\int {\frac {1}{a^{2}-u^{2}}}\,du&=a^{-1}\operatorname {artanh} \left({\frac {u}{a}}\right)+C&&u^{2}<a^{2}\\\int {\frac {1}{a^{2}-u^{2}}}\,du&=a^{-1}\operatorname {arcoth} \left({\frac {u}{a}}\right)+C&&u^{2}>a^{2}\\\int {{\frac {1}{u{\sqrt {a^{2}-u^{2}}}}}\,du}&=-a^{-1}\operatorname {arsech} \left({\frac {u}{a}}\right)+C\\\int {{\frac {1}{u{\sqrt {a^{2}+u^{2}}}}}\,du}&=-a^{-1}\operatorname {arcsch} \left|{\frac {u}{a}}\right|+C\end{aligned}}}
unde C este constanta de integrare.

## Dezvoltări în serie Taylor
Funcțiile de mai sus pot fi dezvoltate în serie Taylor la zero (sau serie Laurent, dacă funcția nu este definită în zero).
{\displaystyle \sinh x=x+{\frac {x^{3}}{3!}}+{\frac {x^{5}}{5!}}+{\frac {x^{7}}{7!}}+\cdots =\sum _{n=0}^{\infty }{\frac {x^{2n+1}}{(2n+1)!}}}
Această serie este convergentă pentru orice valoare complexă a x. Deoarece funcția sinh x este impară, numai exponenții impari ai lui x apar în seria sa Taylor.
{\displaystyle \cosh x=1+{\frac {x^{2}}{2!}}+{\frac {x^{4}}{4!}}+{\frac {x^{6}}{6!}}+\cdots =\sum _{n=0}^{\infty }{\frac {x^{2n}}{(2n)!}}}
Această serie este convergentă pentru orice valoare complexă a x. Deoarece funcția cosh x este pară, numai exponenții pari ai lui x apar în seria sa Taylor.
Suma seriilor sinh și cosh este expresia seriei infinite a funcției exponențiale.
Următoarele serii sunt urmate de o descriere a unui subdomeniu al domeniului convergenței lor, în care seria este convergentă și suma sa este egală cu funcția.
{\displaystyle {\begin{aligned}\tanh x&=x-{\frac {x^{3}}{3}}+{\frac {2x^{5}}{15}}-{\frac {17x^{7}}{315}}+\cdots =\sum _{n=1}^{\infty }{\frac {2^{2n}(2^{2n}-1)B_{2n}x^{2n-1}}{(2n)!}},\qquad \left|x\right|<{\frac {\pi }{2}}\\\coth x&=x^{-1}+{\frac {x}{3}}-{\frac {x^{3}}{45}}+{\frac {2x^{5}}{945}}+\cdots =\sum _{n=0}^{\infty }{\frac {2^{2n}B_{2n}x^{2n-1}}{(2n)!}},\qquad 0<\left|x\right|<\pi \\\operatorname {sech} \,x&=1-{\frac {x^{2}}{2}}+{\frac {5x^{4}}{24}}-{\frac {61x^{6}}{720}}+\cdots =\sum _{n=0}^{\infty }{\frac {E_{2n}x^{2n}}{(2n)!}},\qquad \left|x\right|<{\frac {\pi }{2}}\\\operatorname {csch} \,x&=x^{-1}-{\frac {x}{6}}+{\frac {7x^{3}}{360}}-{\frac {31x^{5}}{15120}}+\cdots =\sum _{n=0}^{\infty }{\frac {2(1-2^{2n-1})B_{2n}x^{2n-1}}{(2n)!}},\qquad 0<\left|x\right|<\pi \end{aligned}}}
unde:
{\displaystyle B_{n}\,} este al n-lea număr Bernoulli
{\displaystyle E_{n}\,} este al n-lea număr Euler

## Comparație cu funcțiile trigonometrice

Cercul și hiperbola tangente în (1,1) arată geometria funcțiilor trigonometrice în funcție de aria u a sectorului de cerc și funcțiile hiperbolice în funcție aria u a sectorului hiperbolic

Funcțiile hiperbolice sunt o generalizare a trigonometriei dincolo de funcțiile trigonometrice. Ambele tipuri sunt în funcție de un argument, unghi, respectiv unghi hiperbolic.
Deoarece aria unui sector de cerc cu raza r și unghiul u (în radiani) este {\displaystyle {\frac {r^{2}u}{2}}}, ea va fi egală cu u când r = √2. În diagramă, un astfel de cerc este tangent la hiperbola "xy" = 1 în (1,1). Sectorul portocaliu descrie o zonă și un unghi. Similar, sectoarele portocaliu și roșu prezintă împreună zona și mărimea unghiului hiperbolic.
Catetele opuse unghiului ale celor două triunghiuri dreptunghice cu ipotenuza pe rază au lungimea de √2 ori funcțiile trigonometrică, respectiv hiperbolică.
Unghiul hiperbolic este invariant la o rotație hiperbolică, la fel cum unghiul (trigonometric) este invariant la o rotație.
Funcția Gudermann oferă o relație directă între funcțiile trigonometrice și cele hiperbolice care nu implică numere complexe.
Graficul funcției a cosh(x/a) este lănțișorul, curba formată sub acțiunea gravitației uniforme de un lanț flexibil uniform, liber, agățat doar între două puncte fixe.

## Relația cu funcția exponențială
Funcțiile hiperbolice se pot defini algebric in absența considerentelor geometrice legate de hiperbolă folosind funcția exponențială de argumente x și -x. Acest procedeu permite deducerea identităților:
{\displaystyle e^{x}=\cosh x+\sinh x,}
și
{\displaystyle e^{-x}=\cosh x-\sinh x.}
Prima este analogă cu formula lui Euler
{\displaystyle e^{ix}=\cos x+i\sin x.}
În plus,
{\displaystyle e^{x}={\sqrt {\frac {1+\tanh x}{1-\tanh x}}}={\frac {1+\tanh {\frac {x}{2}}}{1-\tanh {\frac {x}{2}}}}}

## Funcții hiperbolice pentru numere complexe
Deoarece funcția exponențială poate fi definită pentru orice argument complex, definițiile funcțiilor hiperbolice pot fi extise la argumente complexe. Funcțiile sinh z și cosh z sunt atunci olomorfe.
Relațiile cu funcțiile trigonometrice obișnuite sunt date de formula lui Euler pentru numerele complexe:
{\displaystyle {\begin{aligned}e^{ix}&=\cos x+i\sin x\\e^{-ix}&=\cos x-i\sin x\end{aligned}}}
deci:
{\displaystyle {\begin{aligned}\cosh(ix)&={\frac {1}{2}}\left(e^{ix}+e^{-ix}\right)=\cos x\\\sinh(ix)&={\frac {1}{2}}\left(e^{ix}-e^{-ix}\right)=i\sin x\\\cosh(x+iy)&=\cosh(x)\cos(y)+i\sinh(x)\sin(y)\\\sinh(x+iy)&=\sinh(x)\cos(y)+i\cosh(x)\sin(y)\\\tanh(ix)&=i\tan x\\\cosh x&=\cos(ix)\\\sinh x&=-i\sin(ix)\\\tanh x&=-i\tan(ix)\end{aligned}}}
Astfel, funcțiile hiperbolice sunt periodice în raport cu componenta imaginară, cu perioada {\displaystyle 2\pi i\,} ({\displaystyle \pi i\,}pentru tangenta și cotangenta hiperbolică).
|                                          |                                          |                                          |                                          |                                          |                                          |
| {\displaystyle \operatorname {sinh} (z)} | {\displaystyle \operatorname {cosh} (z)} | {\displaystyle \operatorname {tanh} (z)} | {\displaystyle \operatorname {coth} (z)} | {\displaystyle \operatorname {sech} (z)} | {\displaystyle \operatorname {csch} (z)} |